# ローティサーイマイ
ローティサーイマイ（タイ語: โรตีสายไหม、発音 [rōːtīː sǎːj mǎj]  ; 「サーイマイ」は「絹の綱」の意）は、タイ王国・アユタヤの綿菓子の一種。インド亜大陸で食されるロティを使って、綿菓子を甘いロティに包む。ローティサーイマイはしばしば露店で販売されており、またそれらの露店はイスラム教徒の業者によって運営されていることが多い。

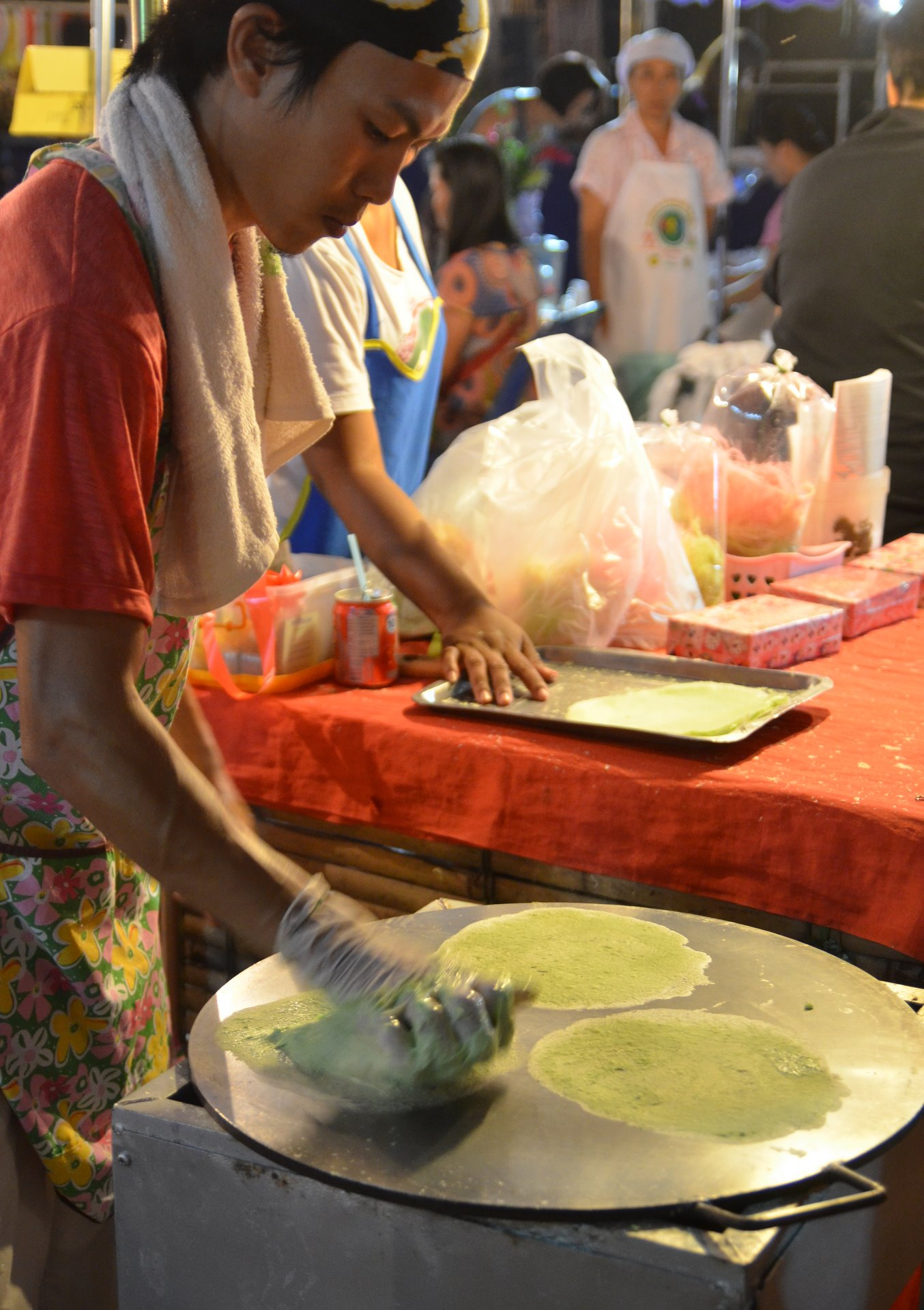
タイ、 ウッタラディットでロティーサーイマイを作る露天商